# Remezivți, Zolociv
Remezivți (în ucraineană Ремезівці) este localitatea de reședință a comunei Remezivți din raionul Zolociv, regiunea Liov, Ucraina.

## Demografie
Componența lingvistică a localității Remezivți
     Ucraineană (100%)
Conform recensământului din 2001, toată populația localității Remezivți era vorbitoare de ucraineană (100%).